# ホンダ・スクーピー

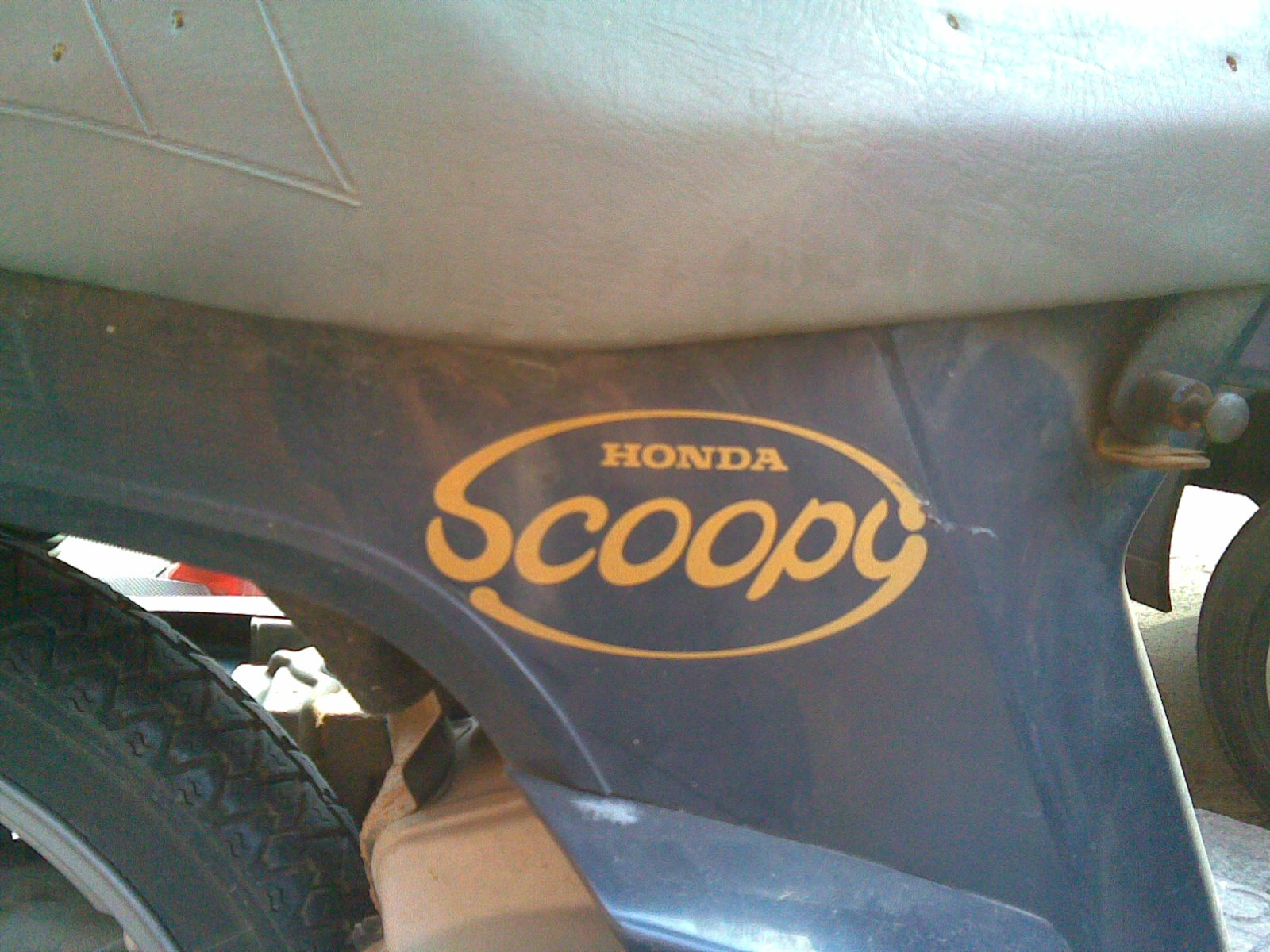
スペインで生産されたSH75 Scoopy。

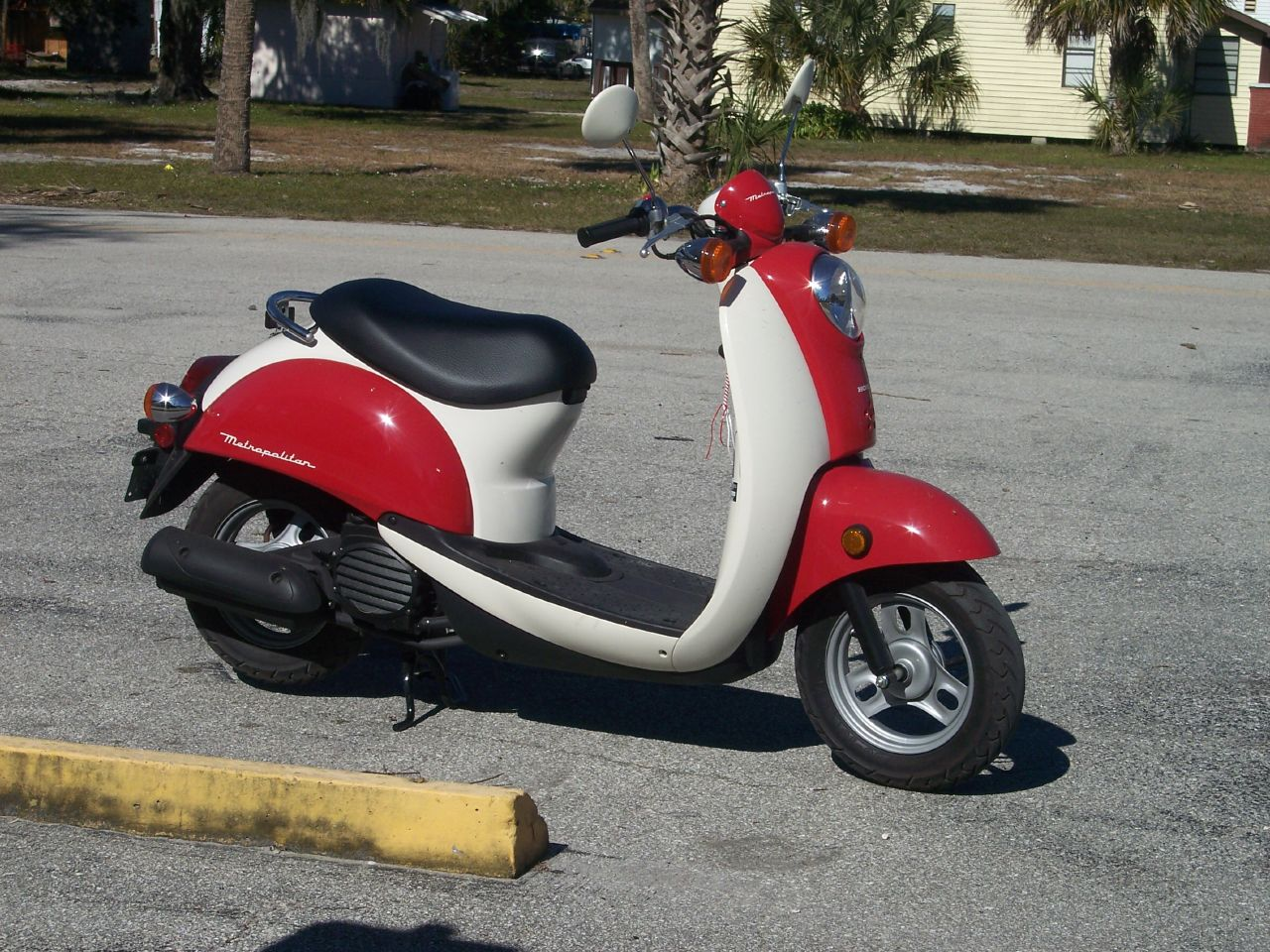
クレアスクーピーの米国仕様であるMetropolitan。

スクーピー（西: Scoopy）は、本田技研工業が製造販売しているスクーターである。
本田技研工業は、自社が製造販売するスクーターの名称に、度々「スクーピー」の名を用いている。主には、エクスプレス（PZ50）を祖としイタリアで生産される欧州系スクーピーと、クレアスクーピー（CHX50）を祖としタイ及びインドネシアで製造されるアジア系スクーピーである。

## 欧州
本田技研工業は、1984年からベルギーのアールストにある工場で、日本で生産していたエキスプレス（PZ50）の欧州仕様であるSH50の現地生産を始め、欧州でScoopyなどの名称で販売した。現在もイタリアのアテッサ工場で第七世代となるSH125i及びSH150iを生産している。

## 日本
2001年（平成13年）1月、ジョルノクレア（CHX50）の後継車種としてクレアスクーピー（CHF50）が製造発売された。輸出も行われ、米国ではMetropolitan、カナダではJazz、豪州及びアジアではScoopyの名で販売した。

## タイ
タイホンダカンパニー・リミテッドが、排気量約110cm3、前後車輪径14inのScoopy iを2009年（仏暦2552年）から販売している。祖はジョルノ（SN50N・AF24）、その派生車種であるクレアスクーピー（CHF509・AF55）のタイ仕様と謳い、発売以来、一貫して対象購買層をティーンエイジャーとしている。なお、2010年からインドネシアでもScoopyの呼称で製造販売されている。これまでに全面改良が、2012年（仏暦2555年）、2017年（仏暦2560年）及び2020年（仏暦2563年）の3回行われ、現行製品は第四世代となる。2020年11月までの累計販売台数は2,400,000台に達した。

### 第一世代
2009年（仏暦2552年）9月25日に発売した。電子制御燃料噴射装置「PGM-FI」を搭載し、第6次排出ガス規制に適合するとともに、アルコール含有燃料（E20）にも対応している。燃費は49km/L。座席下には収納空間「U-Box」を設けた。車体塗色などの違いで「Fun」、「Cute」及び「Prestige」の3種があった。先着10,000名もしくは同年10月15日まで、購入者にはアパレル・コレクション「Scoopy i Collection」の上着並びに車体同色の帽体が付与された。価格は44,300THBからで、年間販売計画台数は150,000台。その後、年間販売計画台数を200,000台に変更した。
車体塗色等を変更し、2011年（仏暦2554年）9月26日に発売した。車体塗色などの違いで「Active Boy」、「Vivid Me」及び「Prestige Guy」の3種があった。価格は45,000THBからで、年間販売計画台数は300,000台。

### 第二世代
全面改良し、2012年（仏暦2555年）5月7日に発売した。電子制御燃料噴射装置「PGM-FI」の改良等により燃費がECE-40モード値で53km/Lに向上し、座席下の収納空間「U-Box」の容量は15.4Lとなった。車体塗色などの違いで「Active Boy」、「Vivid Me」及び「Prestige Guy」の3種があった。価格は45,000THBで、年間販売計画台数は300,000台。購入者先着10,000名には車体同色の上着が付与された。また、同年7月8日に前後車輪径が12inのScoopy i S12を発売した。燃費はECE-R40モード値で53km/Lと変わらない。価格は48,500THBで、年間販売計画台数は60,000台。2012年10月2日には、Scoopy i L.F.C. 2012 Limited Edition及びScoopy i Man Utd. 2012 Limited Editionを限定各5,000台、価格48,000THBで発売した。各々ギフト・セットが付属する。
2013年（仏暦2556年）5月15日に、車体塗色等を変更し発売した。仕様などの違いで「Active Boy」、「Vivid Me」及び「Prestige Guy」の3種があり、価格は「Active Boy」が45,800THBで、年間販売計画台数は300,000台とした。同年8月13日には、前後車輪径が12inのScoopy i Club 12を発売した。価格は49,900THBからで、年間販売計画台数は60,000台。
2014年（仏暦2557年）5月9日に、車体塗色等を変更し発売した。仕様などの違いで「Active Boy」、「Vivid Me」、「Prestige Guy」及び「Club 12」の4種があり、価格は「Active Boy」が46,000THB、「Club12」が50,200THBだった。2016年（仏暦2559年）10月9日には、Scoopy i Domo-Kun Limited Editionを限定2,000台、価格48,400THBで発売した。前後の車輪径は14in。車体と同じ意匠のバックパック及びヘルメットが付属した。

### 第三世代
2017年（仏暦2560年）3月31日に、二日前の同月29日に発表されたインドネシアの第四世代とほぼ同一の全面改良を発表した
。燃費は62.5km/Lに向上した。仕様の違いで「Urban」、「Prestige」及び「Club12」の3種があり、価格は「Urban」が48,100THB、「Prestige」が48,600THB、「Club12」が51,100THBからだった。2019年（仏暦2562年）7月27日には、Scoopy i LINE FRIENDS Special Editionを限定5,000台、価格53,500THBで発売した。LINE FRIENDSのGift Set Special Editionが付属するほか、先着100名にはLINE PROMOのScoopy i LINE FRIENDS Special Edition Tシャツも付与される。
一部改良し、2019年（仏暦2562年）9月30日に発売した。価格は「Urban」が48,100THB、「Prestige」が48,600THB、「Club12」が51,700THBだった。また、2019年12月16日にタイでのScoopy i発売10年を記念したScoopy i Kumamon Special Editionを5,000台限定、価格54,200THBで発売した。くまモンを選んだのは、2001年に「最初のScoopy」を製造したのが熊本製作所であったことからで、購入者から抽籤で30名を同製作所に招待するとした。2020年（仏暦2563年）8月25日には、Scoopy i Chupa Chups Limited Editionを、価格53,700THBで限定発売した。前後の車輪径は12in。車体と同じ意匠に塗色したヘルメットが付属した。

### 第四世代
2020年（仏暦2563年）11月14日に、同月10日に発表されたインドネシアの第五世代とほぼ同一の全面改良を発表した。新型フレーム「eSAF」の採用により、車両重量は5kg軽量化した。また、燃費は第7次排出ガス規制のモード値で55.6km/Lとなった。仕様の違いで「Urban」、「Prestige」及び「Club12」の3種があった。価格は「Urban」が49,100THB、「Prestige」が49,600THB、「Club12」が53,100THBだった。2021年（仏暦2564年）8月11日には、Scoopy Snoopy Limited Editionを限定4,000台、価格は54,500THBで発売した。Scoopy x Snoopyヘルメットが付属していた。
一部改良し、2022年（仏暦2565年）9月に発売した。「Prestige」も前後の車輪径が12inになった。価格は「Urban」が49,900THB、「Prestige」が52,400THB、「Club12」が53,900THBだった。2023年（仏暦2566年）2月7日には、Scoopy Colors Culture Limited Editionを限定100台、価格は57,700THBで発売した。予約購入者には車体と同じ意匠に塗色のヘルメットが付与された。同年4月27日にも、Scooby the Minion Limited Editionを限定6,000台、価格は55,000THBで発売した。車体と同じ意匠に塗色のヘルメットが付属する。

### 第五世代
2024年（仏暦2567年）12月4日に、11月5日に発表されたインドネシアの第六世代とほぼ同一の全面改良を発表した。仕様の違いで「Urban」、「Prestige」及び「Club12」の3種があった。価格は「Urban」が50,600THB、「Prestige」が53,700THB、「Club12」が55,100THBだった。

## インドネシア
ピー・ティ・アストラ・ホンダ・モーターが、タイで2009年から製造しているScoopy iをインドネシアの仕様に改め、2010年からScoopyの呼称で製造販売している。4度の大幅改良を経て、現在は第五世代が販売されている。なお、第四世代から車輪径14inの車種は販売していない。2020年12月までの累計販売台数は4,500,000台に達した。

### 第一世代
2010年5月20日に発売を発表した。タイの第一世代とほぼ同じ仕様だが、電子制御燃料噴射装置「PGM-FI」は採用されず、アルコール含有燃料（E20）への対応も謳っていない。径14inの車輪にはキャスト・ホイールを採用している。価格は13,500,000IDRだった。最初の1,000台には、証明書と用品が付与することとした。発売後一週間で3,000台の受注を得るなど好評で、2010年末までの販売台数は114,040台となった。そこで増産体制を整え、2011年1月31日までに月間販売計画台数を25,000台に変更した。
2011年4月4日に車体塗色及び価格の変更を発表した。
2012年の市場占有率は68%に及び、発売から同年末までの累計販売台数は498,270台に達した。

### 第二世代
2013年2月6日に、2012年5月7日に発表されたタイの第二世代とほぼ同一の全面改良を発表した。電子制御燃料噴射装置「PGM-FI」が採用され、EU圏内統一排出ガス規制のEURO2に適合した。燃費はECE-R40モード値で56km/L。コンバインド・ブレーキ・システムを採用した。販売では専らScoopy FIの呼称を用いた。仕様の違いで「Sporty」及び「Stylish」の2種があり、価格はいずれも13,900,000IDRで、月間販売計画台数は15,000台とした。
2014年5月21日に車体塗色の変更を発表した。「Sporty」及び「Stylish」のいずれも15,200,000IDRで、月間販売計画台数は25,000台とした。
2014年10月29日から開催のインドネシア・モーターサイクル・ショーで、車体塗色の追加並びに価格の変更を発表した。価格は15,350,000IDRとなった。

### 第三世代
2015年5月13日に、高効率の新型原動機eSPに換装する大幅改良を発表した。ストップスタート・システムも採用し、燃費はECE-R40モード値で61.9km/Lとなった。販売では専らScoopy eSPの呼称を用いた。「Sporty」及び「Stylish」のいずれも16,250,000IDRで、月間販売計画台数は35,000台とした。

### 第四世代
2017年3月29日に、タイに先んじて全面改良を発表した。燃費は59.0km/L。車輪径は14inから12inに改められた。また、オグジュアリー・パワー・アウトレットが設けられた。座席下の収納空間「U-Box」の容量は、第二世代と変わらない15.4Lだった。仕様の違いで「Sporty」、「Stylish」及び「Playful」の3種があり、価格はいずれも17,800,000IDRで、月間販売計画台数は55,000台とした。
2019年8月5日に、インドネシアの独立記念日に因んだ塗色を追加し、価格を19,193,000IDRに改めると発表した。

### 第五世代
2020年11月10日に、タイに先んじて全面改良を発表した。高精度のプレス成型などにより軽量・高剛性化を実現した新型フレーム「eSAF」を採用した。原動機「eSP」は、より高効率に改良された。燃費は59.0km/L。オグジュアリー・パワー・アウトレットはUSB Type-Aレセクタブルに置き換えられ、「Honda SMART Key システム」も採用した。座席下の収納空間「U-Box」の容量は、第二世代と変わらない15.4Lだった。仕様などの違いで「Fashion」、「Sporty」、「Prestige」及び「Stylish」があり、「Prestige」及び「Stylish」のみが「Honda SMART Key システム」を採用している。価格は「Fashion」及び「Sporty」が19,950,000IDR、「Prestige」及び「Stylish」が20,750,000IDRだった。
2021年12月7日に、車体塗色の変更並びに価格の改定を発表した。価格は「Fashion」及び「Sporty」が20,325,000IDR、「Prestige」及び「Stylish」が21,125,000IDRだった。
2022年10月31日に、車体塗色の変更並びに価格の改定を発表し、翌々日から開催したインドネシア・モーターサイクル・ショーに展示した。価格は「Fashion」及び「Sporty」が21,553,000IDR、「Prestige」及び「Stylish」が22,680,000IDRだった。

### 第六世代
2024年11月5日に、タイに先んじて全面改良を発表した。価格は「Fashion」及び「Energetic」が22,525,000IDR、「Prestige」及び「Stylish」が23,330,000IDRだった。

## カンボジア
タイの第二世代に相当するScoopy iを販売した。
2017年4月5日に、タイの第三世代に相当するScoopy iを、イオンモールプノンペン2階のMajor Cineplexで発表した。正規品の証に代理店の標章を貼付している。仕様の違いで「Urban Team」及び「Prestige」の2種があった。2018年5月には、車体塗色を変更した。仕様の違いで「Urban Team」及び「Prestige」の2種があった。2019年5月25日に車体塗色を変更し、車輪径14in乍ら「Urban」及び「Prestige」にキャスト・ホイールを装着した。2020年5月5日にも車体塗色を変更し発売した。仕様の違いで「Urban Team」、「Prestige」及び「Club12」の3種があった。
2021年4月6日から、タイの第四世代に相当するScoopyを販売した。正規品の証に代理店の標章を貼付している。仕様の違いで「Urban」、「Prestige」及び「Club12」の3種があった。車輪径14inの「Urban」及び「Prestige」もキャスト・ホイールを装着している。「Club12」のみ「Honda SMART Key システム」を採用した。2022年4月1日に車体塗色を変更した。「Prestige」及び「Club12」の2種となった。2023年3月23日にも車体塗色を変更した。
2024年12月5日から、タイの第五世代に相当するScoopyを販売した。仕様の違いで「Prestige」及び「Club12」の2種があった。

## ミャンマー
タイの第三世代に相当するScoopy iを販売した。正規品の証に代理店の標章を貼付している。仕様の違いで「Urban」、「110i Prestige」及び「110i Club12」の3種があった。
タイの第四世代に相当するScoopyを販売した。正規品の証に代理店の標章が貼られた。仕様の違いで「Urban」、「110 Prestige」及び「110 Club12」の3種があった。

## ラオス
タイの第四世代に相当するScoopyを販売した。

## 脚註

### 註釈
1. ↑  本田技研工業はタイにおける販売現地法人であった「บริษัท เอ.พี. ฮอนด้า จำกัด จำกัด」を「エー・ピー・ホンダカンパニー･リミテッド」と邦訳している[11]。
2. ↑  本田技研工業はタイにおける生産現地法人であった「บริษัท ไทยฮอนด้า แมนูแฟคเจอริ่ง จำกัด」を「タイホンダマニュファクチュアリングカンパニー・リミテッド」と邦訳している[11]。
3. ↑  本田技研工業がScoopy iの販売を開始した2009年（仏暦2552年）当時は、タイに於いての販売は販売現地法人「エー・ピー・ホンダカンパニー･リミテッド（泰: บริษัท เอ.พี. ฮอนด้า จำกัด จำกัด）[注 1]」が担っていたが、2021年（仏暦2564年）の生産現地法人である「タイホンダマニュファクチュアリングカンパニー・リミテッド（泰: บริษัท ไทยฮอนด้า แมนูแฟคเจอริ่ง จำกัด）[注 2]」とのが合併を経て、2022年（仏暦2565年）6月1日に「タイホンダカンパニー・リミテッド（泰: สำหรับ บริษัท ไทยฮอนด้า จำกัด）」へ社名が変更された[12]。
4. ↑  2023年5月現在。
5. ↑  「第6次排出ガス規制」とは、タイ王国独自の排出ガス規制で、EU圏内統一排出ガス規制（英語版）のEURO3相当とされる[23][24]。
6. ↑  「最初のScoopy」とは、クレアスクーピー（CHF501・AF55）のことを指す[3][45]。
7. ↑  PT. Astra Honda Motorは、本田技研工業の自動二輪車を製造販売する現地合弁会社で、本田技研工業は同社名を「ピー・ティ・アストラ・ホンダ・モーター」と邦訳している[64]。
8. ↑  NNAは見本市「Indonesia Motorcycle Show」を「インドネシア・モーターサイクル・ショー」と邦訳している[80]。